# Inga suaveolens
Inga suaveolens är en ärtväxtart som beskrevs av Adolpho Ducke. Inga suaveolens ingår i släktet Inga och familjen ärtväxter. Inga underarter finns listade i Catalogue of Life.